# Amèlia Trueta i Llacuna
Amèlia Trueta i Llacuna (Barcelona, 1924 - 10 d'agost de 2022) fou una historiadora catalana.
Filla gran del doctor Josep Trueta, germana de Montserrat Trueta i Llacuna, i mare de Miquel i Toni Strubell, Amelia Trueta es va llicenciar en història a la Universitat d'Oxford, la mateixa ciutat on va viure amb la família arran de la Guerra Civil espanyola. L'any 1947 es va casar amb Michael B. Strubell, pilot de la Royal Air Force durant la Segona Guerra Mundial, amb qui tingué dos fills, Toni i Miquel. El matrimoni va tornar a Catalunya l'any 1983, després d'haver viscut uns anys a Madrid. Darrerament, ostentava la presidència d'honor de la Fundació Dr. Trueta.